# Joachim Lohmann

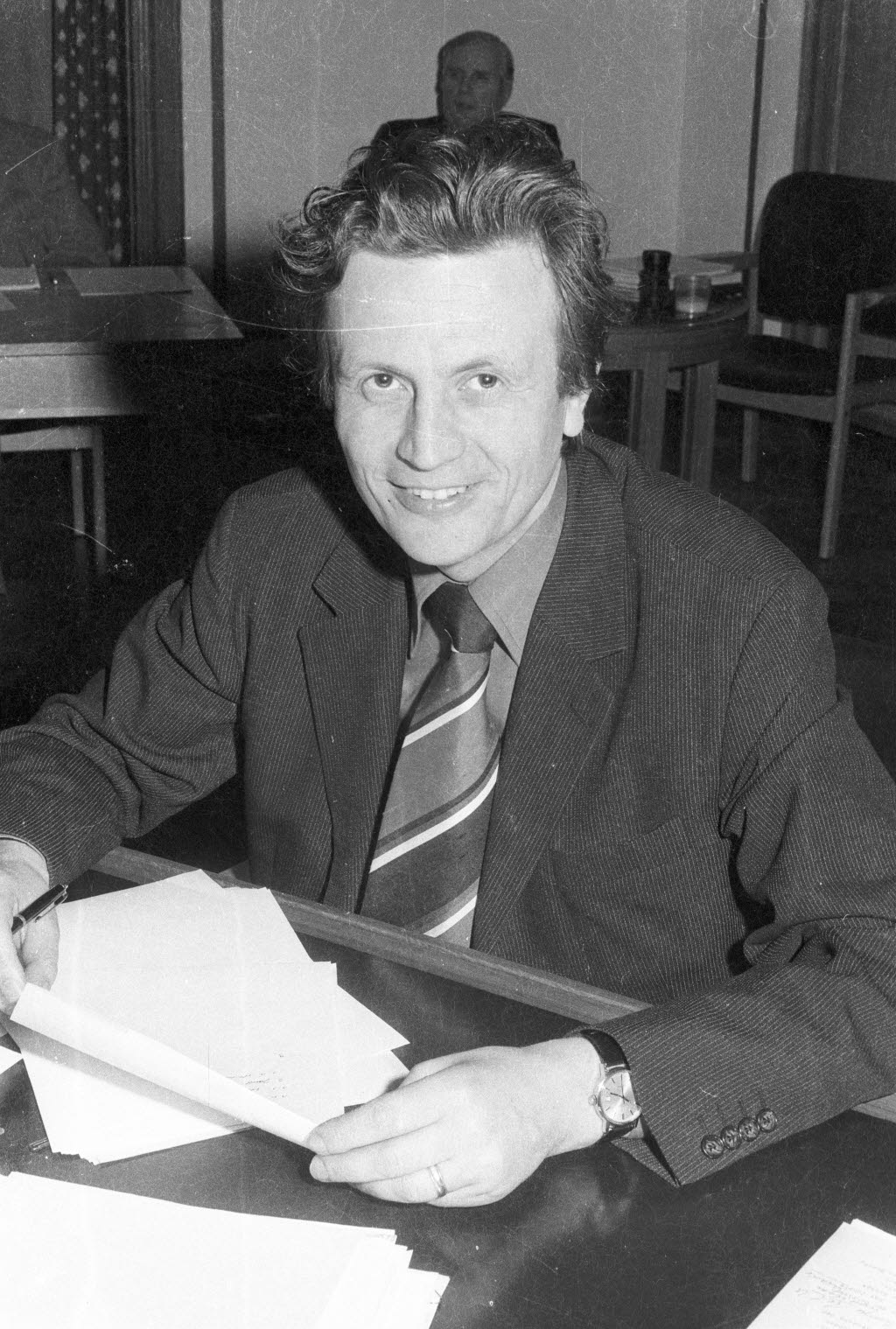
Joachim Lohmann in der Kieler Ratsversammlung (1974)

Joachim Lohmann (* 18. Juni 1935 in Berlin) ist ein deutscher Politiker (SPD).

## Leben
Joachim Lohmann studierte in Göttingen und Würzburg Philosophie, Politik und Mathematik. An der Universität Würzburg promovierte er 1964 über Das Problem der Ganztagsschule und war dort bis 1966 als Wissenschaftlicher Assistent tätig. Im selben Jahr wechselte er nach Berlin, zunächst als Gesamtschulreferent an das Pädagogische Zentrum Berlin, dann bis 1970 als Planungsreferent zum Senator für Schulwesen in Berlin.
1962 trat Lohmann in die SPD ein. Er war Mitglied der Arbeitsgruppe Schulpolitik sowie der Kommission für Bildungspolitik der SPD. Von 1981 bis 1986 war er stellvertretender Bundesvorsitzender der Arbeitsgemeinschaft der Sozialdemokraten im Bildungsbereich (AfB). Ferner ist er Mitglied der GEW. Seit Anfang der 1970er Jahre ist er Mitglied der Gemeinnützigen Gesellschaft Gesamtschule (GGG). Von 1974 bis 1980 war Lohmann Bundesvorsitzender der GGG.
1979 wurde Lohmann zum ersten Mal in den Landtag von Schleswig-Holstein gewählt. Er gewann das Direktmandat im Landtagswahlkreis Kiel-West. Danach gewann er es stets im Wahlkreis Kiel-Nord. 1993 legte er sein Mandat nieder, nachdem er Staatssekretär im Finanzministerium wurde. Am 30. November 1998 wurde er in den einstweiligen Ruhestand versetzt.
2002 holte ihn die nach ihm benannte Affäre ein. Es wurde publik, dass Lohmann während seiner Amtszeit als Staatssekretär im Finanzministerium an einem Fall von unseriöser Vergabepraxis beteiligt war. Die Tatsache, dass er nur wenige Monate nach seiner Versetzung in den einstweiligen Ruhestand mit den in dieser Vergabe erfolgreichen Firmen Beraterverträge schloss, führte zu einem Ermittlungsverfahren wegen des Verdachts auf Untreue, Bestechung und Bestechlichkeit. Es wurde mangels ausreichendem Tatverdacht eingestellt. Wegen Betrugs hingegen erging ein Strafbefehl, da er die Einkünfte aus diesen Beraterverträgen nicht pflichtgemäß der Landeskasse angezeigt hatte. Mit der Annahme des Strafbefehls wurde nicht weiter in der Sache ermittelt und die tatsächlichen Beträge wurden nicht offengelegt.

## Veröffentlichungen
- Das Problem der Ganztagsschule. Diss., Universität Würzburg 1965.
- mit Christa Lohmann: Die Ganztagsschule. Beltz, Weinheim 1966.
- als Herausgeber: Gesamtschule-Diskussion und Planung. Beltz, Weinheim 1968.